# Candelabrum serpentarii
Candelabrum serpentarii är en nässeldjursart som beskrevs av Segonzac och Vervoort 1995. Candelabrum serpentarii ingår i släktet Candelabrum och familjen Candelabridae. Inga underarter finns listade i Catalogue of Life.